# Strukturális MRI-vizsgálat
A strukturális MRI vizsgálat (sMRI) az agyi képalkotás egy módszere, az MRI felhasználásának egyik válfaja. A kutatásban és a diagnosztikában is fontos szempont a megfelelő módszerek kiválasztásakor, hogy az idegrendszer működéséről (funkcionális eljárások, pl. fMRI, EEG), vagy az agy felépítéséről, struktúráinak elrendeződéséről, méretbeli különbségeiről szeretnének információkat nyerni és azokból  következtetéseket levonni.

## Kérdések, feladatok
A strukturális MRI vizsgálat során a kutatók és az orvosok olyan kérdésekre keresik a választ, mint például: 
- Van-e eltérés egy adott betegcsoport szürkeállományának méretében a normál populációhoz képest?
- Bizonyos tevékenységek hosszú éveken át történő űzése együtt jár-e strukturális elváltozásokkal?
- Adott beteg agysérülésének pontos felmérése.
- Strukturális elváltozások kapcsolata neurológiai, pszichiátriai tünetekkel.

## Struktúrák felismerése
Az MRI működési elvéből adódóan, a műszer az adatokat a protonokból visszasugárzott energiamennyiségből nyeri, és ez a szövetek sűrűségével és kémiai környezetével áll összefüggésben, emellett képet kapunk a víztartalom eloszlásáról és számos egyéb anyagi jellegzetességről. Azonban az MRI felbontása sem elég jó ahhoz, hogy minden sejtről pontosan megállapítható legyen, hogy melyik szövethez tartozik. A voxel a képalkotásban a legkisebb vizsgálati egységet jelenti. Mivel ez jóval meghaladja a sejtek méretét (1–3 mm oldalhosszúságú), megeshet, hogy egy adott voxel például szürke és fehérállományhoz tartozó sejteket is tartalmaz. Ilyenkor statisztikai eljárásokkal és a beprogramozott elvek segítségével a szoftver végül döntést hoz az adott területtel kapcsolatban.

## Felhasználási területek
Bár a strukturális MRI vizsgálatokkal nyerhető adatok felhasználhatók megfelelő paradigma használatával tudományos kutatásokban is, legfőbb felhasználási köre az orvosi diagnózisban van. Segít a következő betegségek diagnosztizálásában:
- A csontok Paget-kórja
- Agyalapi mirigy jóindulatú daganata
- Akut limfoid leukémia (Fehérvérűség I.)
- Akut mieloid leukémia (Fehérvérűség II.)
- A Parkinson-kór differenciál diagnózisa
- Emlőelváltozások
- Exokrin pancreas elégtelenség
- Függelékcsavarodás gyermekkorban
- Hipofízis adenoma
- Ideggyógyászati betegségek
- Krónikus nyiroködéma
- Metachromasiás leukodystrophia non-Hodkin limfóma diagnózisa
- Okkluzív perifériás verőérbetegség
- Sclerosis multiplex
- Teratoma

Emellett a strukturális MRI és a kognitív neuropszichológiai tesztek együttes alkalmazása közelebb visz a funkció és szerkezet kapcsolatának alaposabb ismeretéhez.

## Külső hivatkozások
- MRI lap.hu
- Martos János, Zaránd Pál: MRI: forradalmi változás az orvosi képi diagnosztikában